# Copa Panamericana de Voleibol Masculino Sub-23 de 2014
La II Copa Panamericana de Voleibol Masculino Sub-23 se celebró del 5 al 10 de octubre de 2014 en La Habana, Cuba. El torneo contó con la participación de 3 selecciones nacionales de la NORCECA y 2 de la CSV.
Con las ausencias de Argentina y Brasil la copa la ganó Cuba, al ganarle en la final a México, por 3-0 logrando así su primer título.

## Equipos participantes
- Cuba
- El Salvador
- Guatemala
- República Dominicana
- México
- [[Selección de voleibol de |]]

## Primera Fase

### Grupo Único
– Clasificados a la final.
     – Juegan el partido por el tercer puesto.
     – Juegan el partido por el quinto puesto.

## Segunda Fase

### Final 1 al 4 Puesto
| Fase          | Fecha         | Encuentro                        | Resultado | Set   | Set   | Set   | Set   | Set | Puntuación total | Tiempo | Reporte |
| Fase          | Fecha         | Encuentro                        | Resultado | 1     | 2     | 3     | 4     | 5   | Puntuación total | Tiempo | Reporte |
| ------------- | ------------- | -------------------------------- | --------- | ----- | ----- | ----- | ----- | --- | ---------------- | ------ | ------- |
| Quinto Puesto | 10 de octubre | Trinidad y Tobago - El Salvador  | 3 - 1     | 25:19 | 25:20 | 22:25 | 25:16 |     | 97 - 83          |        |         |
| Tercer Puesto | 10 de octubre | República Dominicana - Guatemala | 3 - 0     | 25:18 | 25:20 | 25:15 |       |     | 75 - 53          |        |         |
| Final         | 10 de octubre | Cuba - México                    | 3 - 0     | 25:23 | 25:14 | 25:23 |       |     | 75 - 60          |        |         |

## Campeón
| Cuba           |
| Campeón        |
| Cuba 1° título |

## Clasificación general
| Pos | Equipo               |
| --- | -------------------- |
| 1   | Cuba                 |
| 2   | México               |
| 3   | República Dominicana |
| 4   | Guatemala            |
| 5   | Trinidad y Tobago    |
| 6   | El Salvador          |